# 0743
0743 è il prefisso telefonico del distretto di Spoleto, appartenente al compartimento di Perugia.
Il distretto comprende la parte sudorientale della provincia di Perugia. Confina con i distretti di Foligno (0742) e di Camerino (0737) a nord, di Ascoli Piceno (0736) a est, di Rieti (0746) e di Terni (0744) a sud e di Perugia (075) a ovest.

## Aree locali e comuni
Il distretto di Spoleto comprende 13 comuni inclusi nell'unica area locale omonima (ex settori di Cascia, Cerreto di Spoleto, Norcia e Spoleto). I comuni compresi nel distretto sono: Campello sul Clitunno, Cascia, Castel Ritaldi, Cerreto di Spoleto, Monteleone di Spoleto, Norcia, Poggiodomo, Preci, Sant'Anatolia di Narco, Scheggino, Sellano, Spoleto e Vallo di Nera.